# Studenîțea, Korostîșiv
Studenîțea (în ucraineană Студениця) este localitatea de reședință a comunei Studenîțea din raionul Korostîșiv, regiunea Jîtomîr, Ucraina.
Localitatea face parte din regiunea istorică Volânia, iar după tratatul de pace de la Riga din 1921 a devenit parte a Uniunii Sovietice.

## Demografie
Componența lingvistică a localității Studenîțea
     Ucraineană (98,19%)
     Rusă (1,81%)
Conform recensământului din 2001, majoritatea populației localității Studenîțea era vorbitoare de ucraineană (98,19%), existând în minoritate și vorbitori de rusă (1,81%).